# قطعنامه ۶۷۵ شورای امنیت
قطعنامه ۶۷۵ شورای امنیت سازمان ملل متحد که در تاریخ ۰۵ نوامبر ۱۹۹۰ تصویب شد، سندی بین‌المللی دربارهٔ آمریکای مرکزی است. این قطعنامه طی نشست ۲۹۵۲ام با ۱۵ رای موافق، ۰ مخالف و ۰ ممتنع تصویب شد.